# Wohn- und Wirtschaftsgebäude Holler Kirchweg 1
Das Wohn- und Wirtschaftsgebäude Holler Kirchweg 1 in Hude-Holle, wurde Ende des 19. Jahrhunderts gebaut.

Das Gebäude wird heute als Wohnhaus genutzt.
Das Gebäude steht unter Denkmalschutz (siehe auch Liste der Baudenkmale in Hude (Oldenburg)).

## Geschichte
Das eingeschossige giebelständige Gebäude auf einem Ausläufer des Holler Sandbergs gegenüber der Kirche in Fachwerk als Zweiständer-Hallenhaus mit Steinausfachungen, sowie reetgedecktem Krüppelwalmdach mit späteren Schleppdachgauben und Niedersachsengiebel mit Uhlenloch wurde 1898 als Heuerhaus gebaut.

1927 erfolgte ein erster Umbau. Die Groote Door wurde später zur verglasten Tür und Fenster des Wohnhauses.
Das Niedersächsische Landesamt für Denkmalpflege befand: „... geschichtliche Bedeutung ... als beispielhaftes spätes Hallenhaus ...  sowie durch die ungewöhnlich hohe Warft ...“